# سعید آقاجانی
سعید آقاجانی (انگلیسی: Saeed Aghajani؛ زادهٔ) بازیکن فوتبال اهل ایران است.
از باشگاه‌هایی که در آن بازی کرده‌است می‌توان به باشگاه فوتبال صبای قم اشاره کرد.شهرداری تبریز . تراکتور سازی تبریز
سعید اقاجانی سابقه بازی در تیم ملی جوانان و تیم ملی امید را در کارنامه خود دارد .